# 스테잉 버티컬
스테잉 버티컬(Rester vertical, Staying Vertical)은 프랑스에서 제작된 알랭 기로디 감독의 2016년 드라마 영화이다. 로르 칼라미 등이 주연으로 출연하였다.

## 출연

### 주연
- 로르 칼라미
- 다미엔 보나드
- 인디아 헤어